# Inongo
Inongo este un oraș aflat în partea de nord-vest a Republicii Democrate Congo.
Este reședința  provinciei  Mai-Ndombe.